# Alcides Maia
Alcides Castilho Maia (São Gabriel, 15 de setembro de 1878 — Rio de Janeiro, 2 de outubro de 1944) foi um jornalista, político, contista, romancista e ensaísta brasileiro.

## Biografia
Seu pai era funcionário público federal e de origem citadina, e o vínculo com o pago e o sentimento gaúcho, que marcariam sua literatura de ficção, vieram através da linha materna, pois sua mãe era filha de dono de estância em Jaguari, no município de Lavras do Sul, e de frações de campo em São Gabriel.
Aos 18 anos, ingressou na Faculdade de Direito de São Paulo. Porém, as letras e o jornalismo eram a sua verdadeira vocação, por isso, abandonou o curso de Direito e retornou a Porto Alegre em 1896, entregando-se à prática do jornalismo militante, atividade que exerceria ao longo de toda a vida.
Em 1903 Alcides Maia fez sua primeira viagem ao Rio de Janeiro, onde seu nome já era bem conhecido. A partir de então, passou a viver e a desenvolver atividades, alternadamente, ora no Rio de Janeiro, ora em Porto Alegre. No Rio de Janeiro, residia numa "república", situada na rua das Laranjeiras, onde recebeu um dia a visita de Machado de Assis e, desde então, foi levado a entrar na intimidade do mundo machadiano.
Em Ruínas vivas, Tapera e Alma bárbara, Alcides Maia descreve a região da campanha, com seus usos e costumes, e registra a violência no campo, o êxodo rural e a formação dos bolsões de miséria decorrentes de modificações nos modos de produção das estâncias gaúchas.
Representou o Rio Grande do Sul na Câmara dos Deputados, no período legislativo de 1918 a 1921. Integrante do Partido Republicano, sua atividade parlamentar era voltada à preocupação com os problemas da educação e cultura.
De 1925 a 1938 residiu em Porto Alegre, com breve incursão ao Rio de Janeiro, decorrente de sua participação na Revolução de 1930. Em Porto Alegre dirigiu o Museu Júlio de Castilhos, até se aposentar, e colaborou no Correio do Povo. Retornou ao Rio de Janeiro em 1938, onde viveu os últimos anos de sua vida, escrevendo para o Correio do Povo e frequentando a Academia Brasileira de Letras quando podia. Cinco anos após sua morte, seus restos mortais foram trasladados para o Panteon Rio Grandense, em Porto Alegre.

## Obras
- 1897 - Pelo futuro (ensaio)
- 1898 - O Rio Grande independente (ensaio)
- 1900 - Através da imprensa (1898-1900) (jornalismo)
- 1910 - Ruínas vivas (romance)
- 1911 - Tapera (contos)
- 1912 - Machados de Assis - Algumas notas sobre o humour (ensaio)
- 1918 - Crônicas e ensaios (jornalismo)
- 1922 - Alma bárbara (contos)
- 1922 - O gaúcho na legenda e na história (ensaio)
- 1922 - Lendas do Sul, folclore (publicadas na Ilustração Brasileira)
- 1926 - Romantismo e naturalismo na obra de Aluísio Azevedo

## Academia Brasileira de Letras
Foi o primeiro gaúcho a ingressar na Academia Brasileira de Letras, sendo o segundo ocupante da cadeira 4. Foi eleito em 6 de setembro de 1913, na sucessão de Aluísio Azevedo, tendo sido recebido por Rodrigo Otávio, em 21 de julho de 1914.